# كليبر غيرا
كليبر غيرا (بالبرتغالية: Kléber Guerra Marques‏) هو لاعب كرة قدم برازيلي، ولد في 21 فبراير 1970 في Buriti Alegre ‏ في البرازيل. لعب مع أتلتيكو مينيرو وبوتافوغو ريغاتاس ونادي غوياس ونادي فلومينينسي ونادي كوريتيبا.